# هانتر کریک ویلیج (تگزاس)
هانتر کریک ویلیج، تگزاس (به انگلیسی: Hunters Creek Village, Texas) یک شهر در ایالات متحده آمریکا با جمعیت ۴٬۳۶۷ نفر است که در تگزاس واقع شده‌است.

## نگارخانه

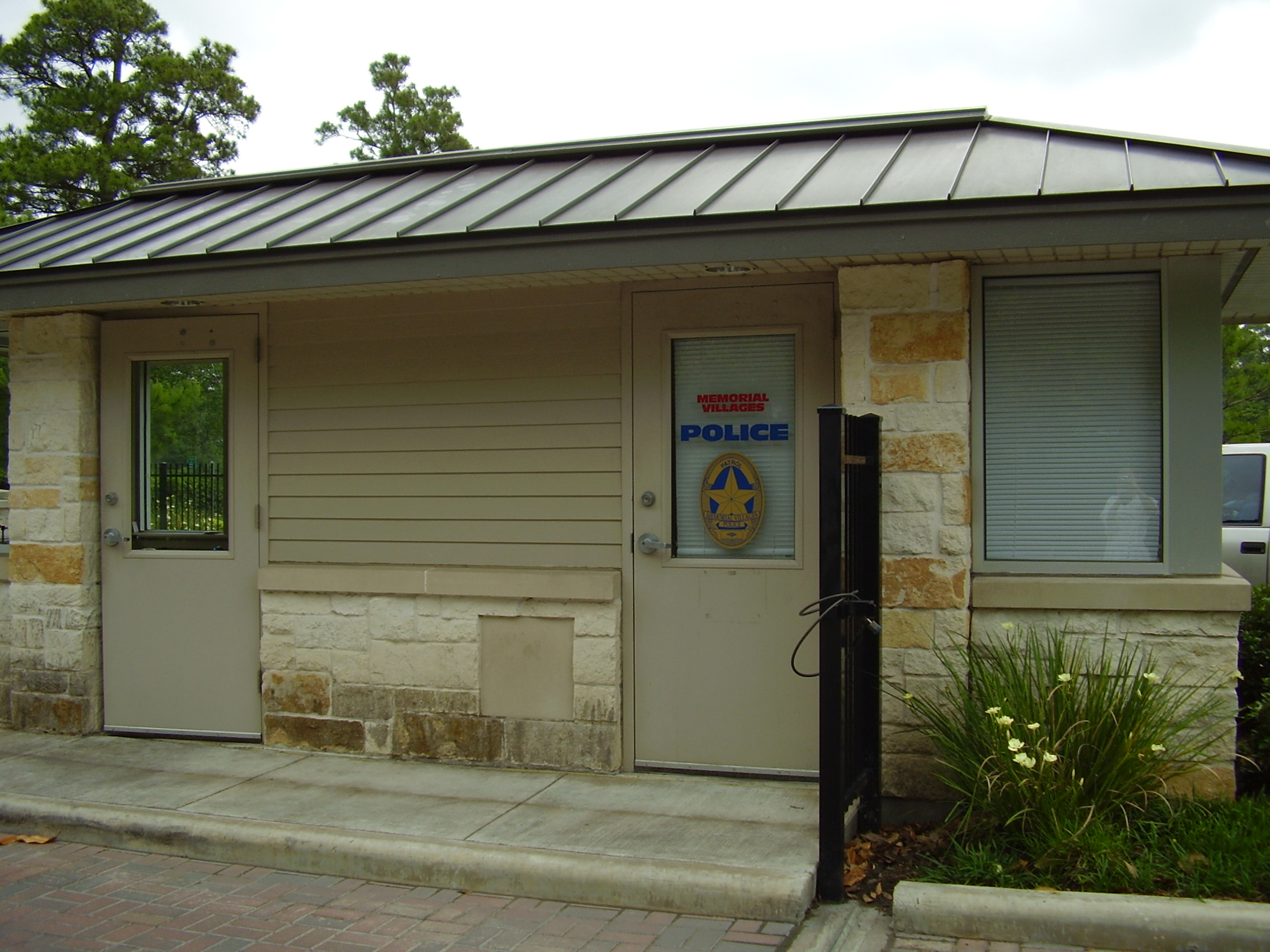